# RYTHEMのMチャン
RYTHEMのMチャン（リズムのエムチャン）はFM AICHIのラジオ番組。2人組コーラスデュオRYTHEMの番組。2008年1月4日から2008年3月28日まで放送。

## 概要
次のようなコーナーがあり、リスナーからの投稿に基づくこともあった。
- ラブコレ

ラブソング・コレクション。時代を越えて愛されるラブソングをクローズアップ。
- ワタフレ

私の好きなフレーズ。好きな楽曲のワンフレーズをクローズアップ。

## 放送時間
- 毎週金曜日21:00-21:30